# JAMBO (曲)
「JAMBO」（ジャンボ）は、日本の女性ボーカル&ダンスユニットPinkishの3作目となるシングル。

## 概要
タイトル「JAMBO」の意味は、こんにちは。タンザニアやケニアなど、アフリカ東岸部で広く使われるスワヒリ語の挨拶。
タイトル曲は、アフリカを主題とした、童謡チックな楽曲。年齢関係なく聴いてもらえるよう意図して製作された。Pinkishが世界の皆さんとつながり日本の童謡を伝えるというテーマに基づき、アフリカが楽曲の主題に選ばれた。
「JAMBO」のダンスでは、キリンなど動物の真似をした動きが入っている。動物に似せた決めポーズもあり、メンバー毎に異なるポーズとなっている。
カップリング曲「走れ!!」はサイクリングを主題とした曲。Pinkishは埼玉サイクリングフェスティバルに2010年から毎年ライブ出演し、この曲も歌っている。Pinkishの地元埼玉県は「自転車発祥の地」「日本一長い川沿いのサイクリングロード」「自転車保有率全国ナンバーワン」「平地の割合が全国一で自転車の普及に最適」、「自転車年間出荷台数が全国一」「過去十年間快晴日が全国一」「大規模自転車道整備延長が全国4位」など自転車との深い関係を背景に、自転車専用レーンの整備、広報キャンペーン「LOVE bicycle SAITAMA」、埼玉サイクルエキスポ、ツール・ド・フランスさいたまクリテリウム、埼玉サイクリングフェスティバルなど、自転車の環境整備とPRに力を入れている。
「走れ!!」は、速い8ビートのリズムでステップを踏むダンスが特徴的。「走れ!!」のMVでは、強風で髪がなびき額を露わにして踊るPinkishの横を、高速のロードバイクが走り抜ける迫力あるシーンがある。
CDの帯に書かれたキャッチコピーは、"ピンキッシュ三連続リリースの第一弾は現代ポップスと童謡のミクスチャー・スタイルをお届け！", "「ハイブリッド童謡」で、さぁ一緒に踊ろう!!"。「現代ポップスと童謡のミクスチャー・スタイル」「ハイブリッド童謡」というフレーズによって、童謡チックであることを強調している。
雑誌などのレビューでは、童謡チックであることからCD帯と同じ「現代ポップスと童謡のミクスチャー・スタイル」という表現を使ったり、「明るい」「楽しい」「キュート」 という感覚的な印象を記載している。
AppleのiTunes Storeサイトでダウンロードすると、Digital bookletが一緒にダウンロードされる。

## 収録曲
1. JAMBO
  - 作詞：Pinkish、安藤貴子 / 作曲・編曲：小西貴雄
2. 走れ!!
  - 作詞：Pinkish、安藤貴子 / 作曲・編曲：小西貴雄
3. JAMBO（Instrumental）
4. 走れ!! (Instrumental)

## クレジット
- Synth Programming: Takao Konishi
- E. Guitar : Yasuo Asai
- Chorus : Pinkish
- Mixing & Recording  Engineer: Go Katsuura
- Mastering Engineer : Jay Franco (Sterling Sound)
- Director : Go Katsuura
- Assistant Director : Takako Ando (ZERO-9)
- Sales Promotion : Rika Saito (moontracks)
- Artist Management : Shigeru Kawata (ZERO-9)
- Art Direction & Design : Junichi Nakayama
- Photographer : Yuji Tsunokami
- Hair & Make-up : Hironori Sugiyama (pink), Rie Matsumoto (pink)
- Styling : Pinkish, Takako Ando, Yoko Yamada
- Executive Producer : Shigeki Ishikawa (ZERO-9)
- Special Thanks : 埼玉県庁, 加須市役所, 加須市商工会, ゆる玉応援団, 中西圭三, 佐藤康夫, ЯIRE, 小菅洋一 (イオンモール羽生), Masako Nakanishi (Sterling Sound), Wave Dance Solution, Yuki Murakami (在ケニア日本国大使館), Team ZERO-9, Pinkish's Family, & いつも応援してくれるみんな